# لووتسکا
لووتسکا (به چکی: Loucká) یک منطقهٔ مسکونی در جمهوری چک است که در شهرستان کلادنو واقع شده‌است. لووتسکا ۲٫۱۵ کیلومتر مربع مساحت و ۱۲۰ نفر جمعیت دارد و ۲۳۱ متر بالاتر از سطح دریا واقع شده‌است.